# Simsalabim
Simsalabim – słowo (skrót) popularnie używane w zaklęciach magicznych tak jak abrakadabra lub hokus-pokus. Prawdopodobnie powstało w późnym średniowieczu poprzez kontakt z muzułmanami, którzy ówcześnie byli uważani za czarodziei lub magów, gdyż ich wiedza naukowa przewyższała wiedzę średniowiecznych europejskich uczonych. Muzułmanie często wypowiadają arabskie słowa: „Bismillah ir-Rahman ir-Rahim” znaczące „W imię Boga, najbardziej łaskawy, najbardziej współczujący”. Fraza ta jest tak popularna wśród Arabów, gdyż prawie wszystkie rozdziały Koranu zaczynają się od tych słów. Średniowieczni chrześcijanie uważali to za formułę magiczną i zaadaptowali te słowa jako simsalabim.
W baśni o Ali Babie, w przekładzie polskim Ali Baba wypowiada słowa „Sezamie otwórz się”. W niektórych przekładach obcojęzycznych, w momencie gdy Ali Baba zbliża się do groty, zwanej Sezam, wypowiada zaklęcie simsalabim. Wzięło się to stąd, gdyż w języku arabskim słowa te brzmią „iftah ya simsim”, co sparafrazowano na magiczne simsalabim.